# Hojsova Stráž

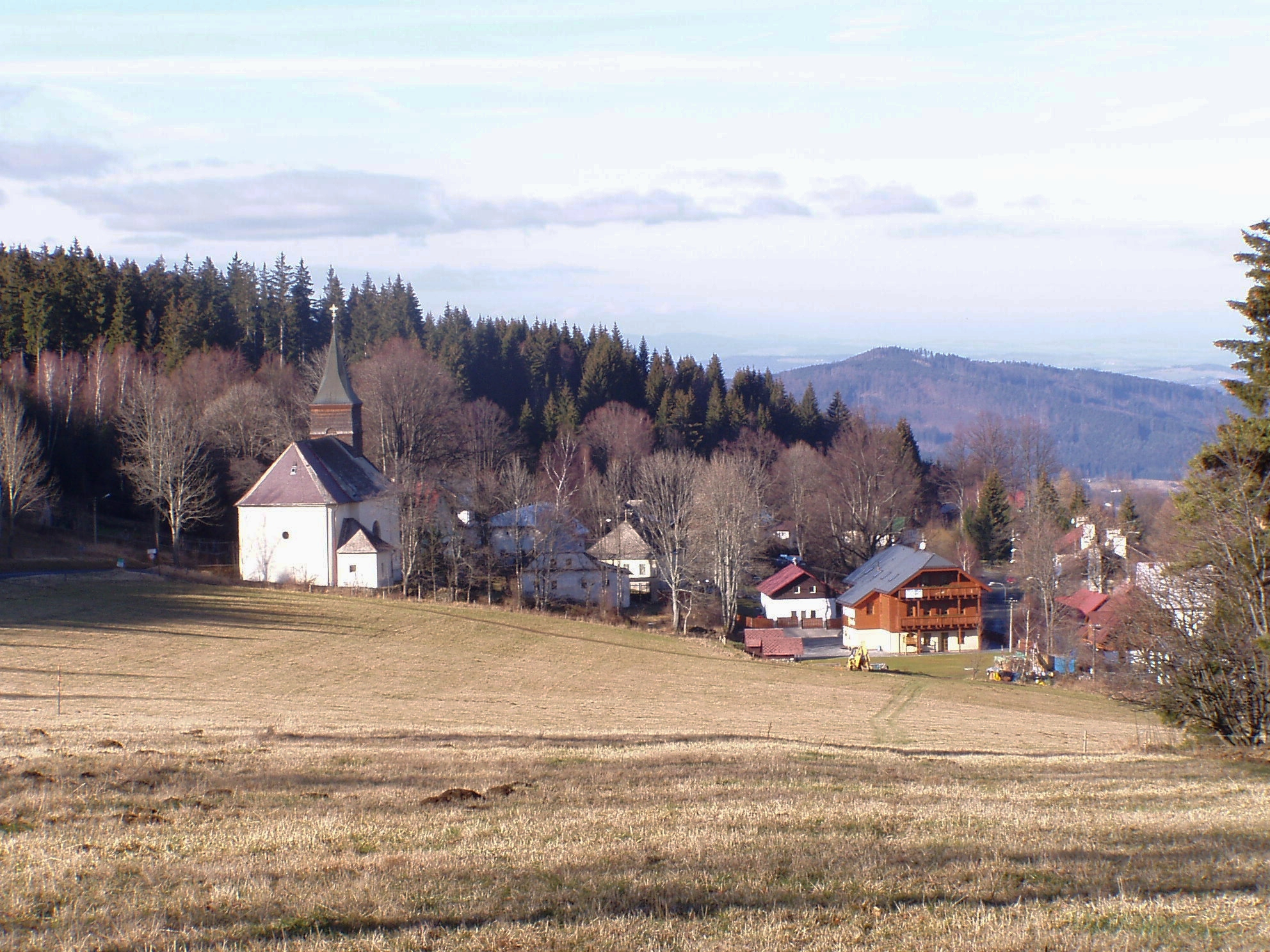
Hojsova Stráž (2008)

Hojsova Stráž  (deutsch Eisenstraß) ist eine frühere eigenständige Gemeinde und ein jetziger Ortsteil der Stadt Železná Ruda (Markt Eisenstein) im Okres Klatovy (deutsch Bezirk Klattau) der Region Pilsen in Tschechien. Wirtschaftliche Bedeutung erlangte sie als Bergbau- und Glashüttensiedlung sowie als Erholungsgebiet im Böhmerwald.

## Geschichte
Die erste schriftliche Erwähnung von Eisenstraß stammt aus dem Jahr 1614. Die Gründung des Ortes steht im Zusammenhang mit dem Abbau von Eisenerz, der dem Dorf auch seinen Namen gab. Beim tschechischen Namen Hojsova Stráž verweist „Stráž“ auf die historische Funktion des Ortes als Grenzwachtposten, wo „künische Bauern“ oder „Freisassen“ angesiedelt wurden, die verpflichtet waren, die Landesgrenze zu sichern. "Hojsova" leitet sich ab vom Huishofbauern, der im frühen 17. Jahrhundert Ortsrichter war. Im Jahr 1615 wurde durch ein Edikt die deutsche Sprache in ganz Böhmen verboten, weswegen tschechische Gerichtsnamen erfunden werden mussten.
Im 16. und 17. Jahrhundert entwickelte sich Eisenstraß zu einem Zentrum der Eisenverarbeitung. In der Umgebung wurden Eisenhämmer betrieben und Glashütten gegründet. Die Wasserkraft der Úhlava trieb zahlreiche Hammerwerke, Mühlen und später auch eine Papierfabrik an. Im 18. Jahrhundert kamen weitere Glashütten, Glasschleifereien und Sägewerke hinzu, die das Holz aus den umliegenden Wäldern nutzten.
Im Jahr 1850 wurde Eisenstraß eine eigenständige Gemeinde. Zu dieser Zeit lebten dort überwiegend deutschsprachige Bewohner. Vor dem Zweiten Weltkrieg zählte der Ort rund 1450 Einwohner. Nach 1945 kam es infolge der Vertreibung der deutschsprachigen Bevölkerung zu einem starken Bevölkerungsrückgang. Viele Siedlungen in der Umgebung verschwanden, lediglich Obstbäume und Grundmauern zeugen heute noch von ihrer Existenz.

## Sehenswürdigkeiten

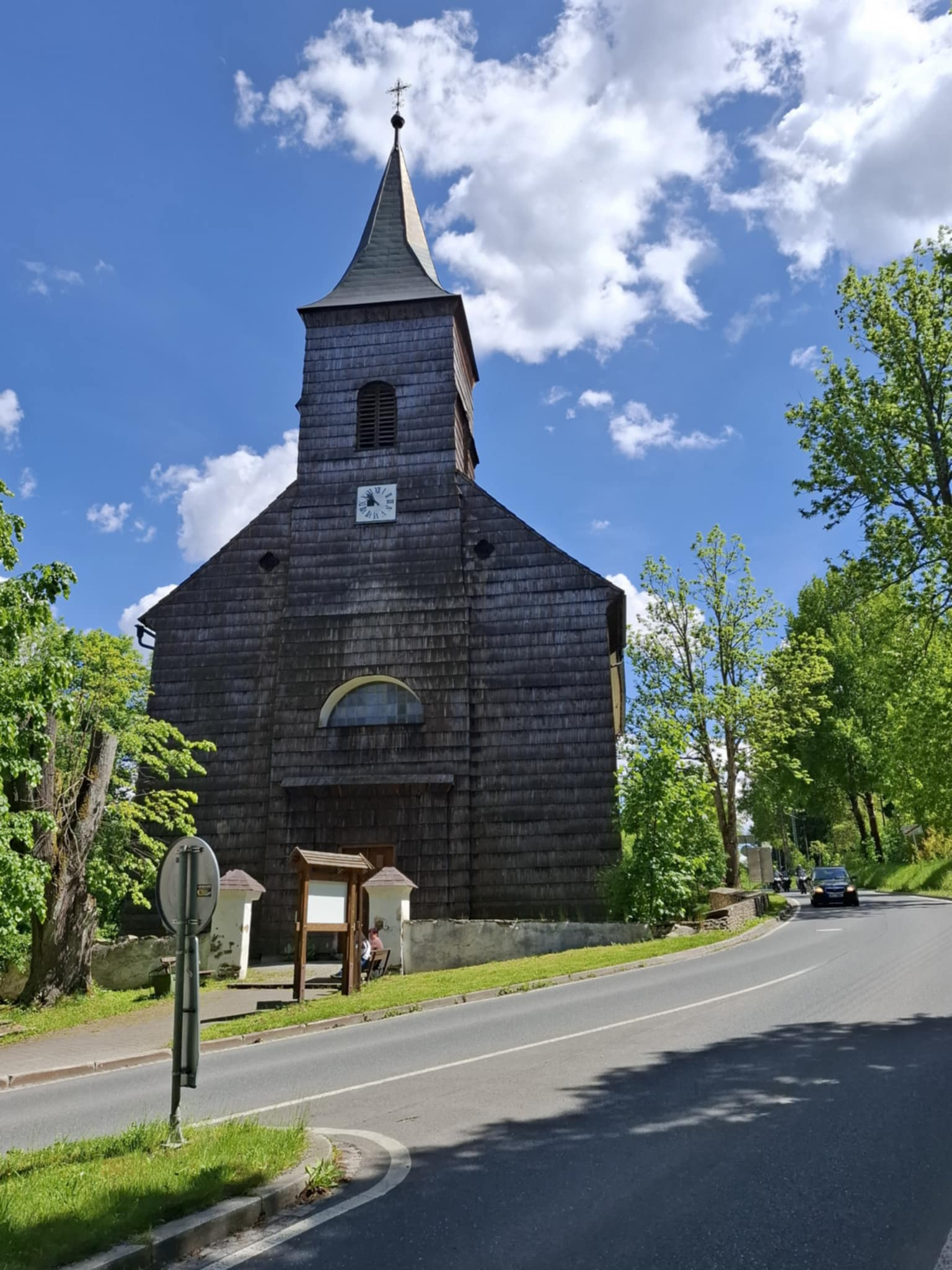
Katholische Kirche „Zur Unbefleckten Empfängnis der Jungfrau Maria“. Foto: Guggeisenhofer (2025)

Ein bedeutendes Bauwerk des Ortes ist die katholische Kirche "Zur Unbefleckten Empfängnis der Jungfrau Maria". Sie entstand zwischen 1824 und 1826 durch den Umbau einer älteren Holzkapelle aus den Jahren 1760–1761. Der barocke Altar von Jakub Brandt aus Dešenice stammt aus dem Jahr 1762.

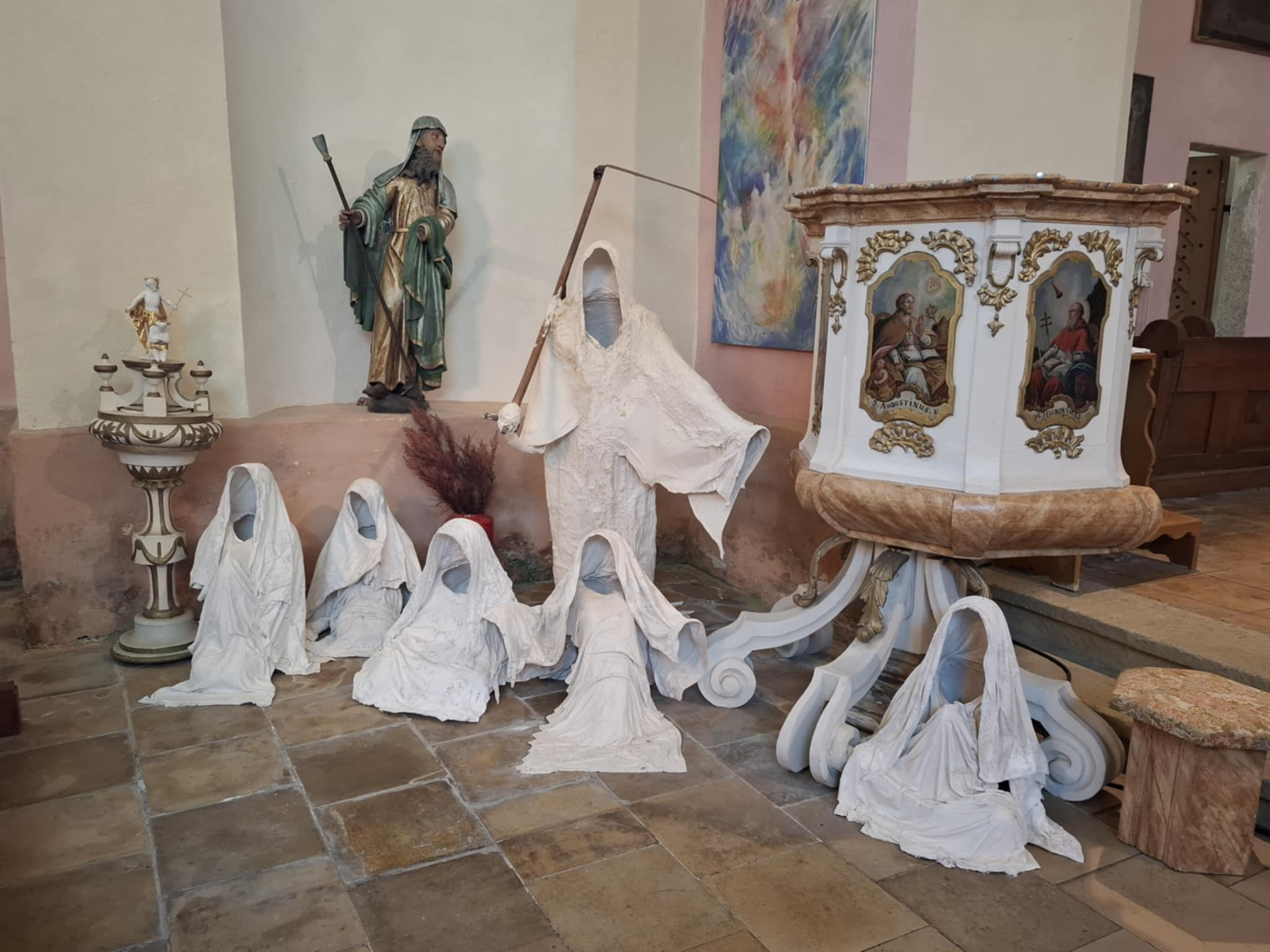
Kunstinstallation "Tod und Engel" in der Kirche "Zur Unbefleckten Empfängnis der Jungfrau Maria" von Viktor König.und Kindern aus Železná Ruda. Foto: Guggeisenhofer (2025)

Im Jahr 2014 beschloss das katholische Bistum Pilsen, sich von einer Reihe von Immobilien zu trennen. Seither befindet sich die Kirche im Privatbesitz des Eisenstraßer Bürgers Viktor König, der versucht, diese als historisches Denkmal zu erhalten. Zugleich dient die Kirche als kulturelles Zentrum des Ortes, in dem neben Bürgerversammlungen auch Ausstellungen, Lesungen und Konzerte stattfinden. Die kulturellen Aktivitäten von Hojsova Stráž haben nach und nach an Beliebtheit gewonnen. So gelang es, Konzerte mit tschechischen Stars von nationalem Rang zu veranstalten, etwa mit der Sängerin Lucie Bílá oder der Band Čechomor.

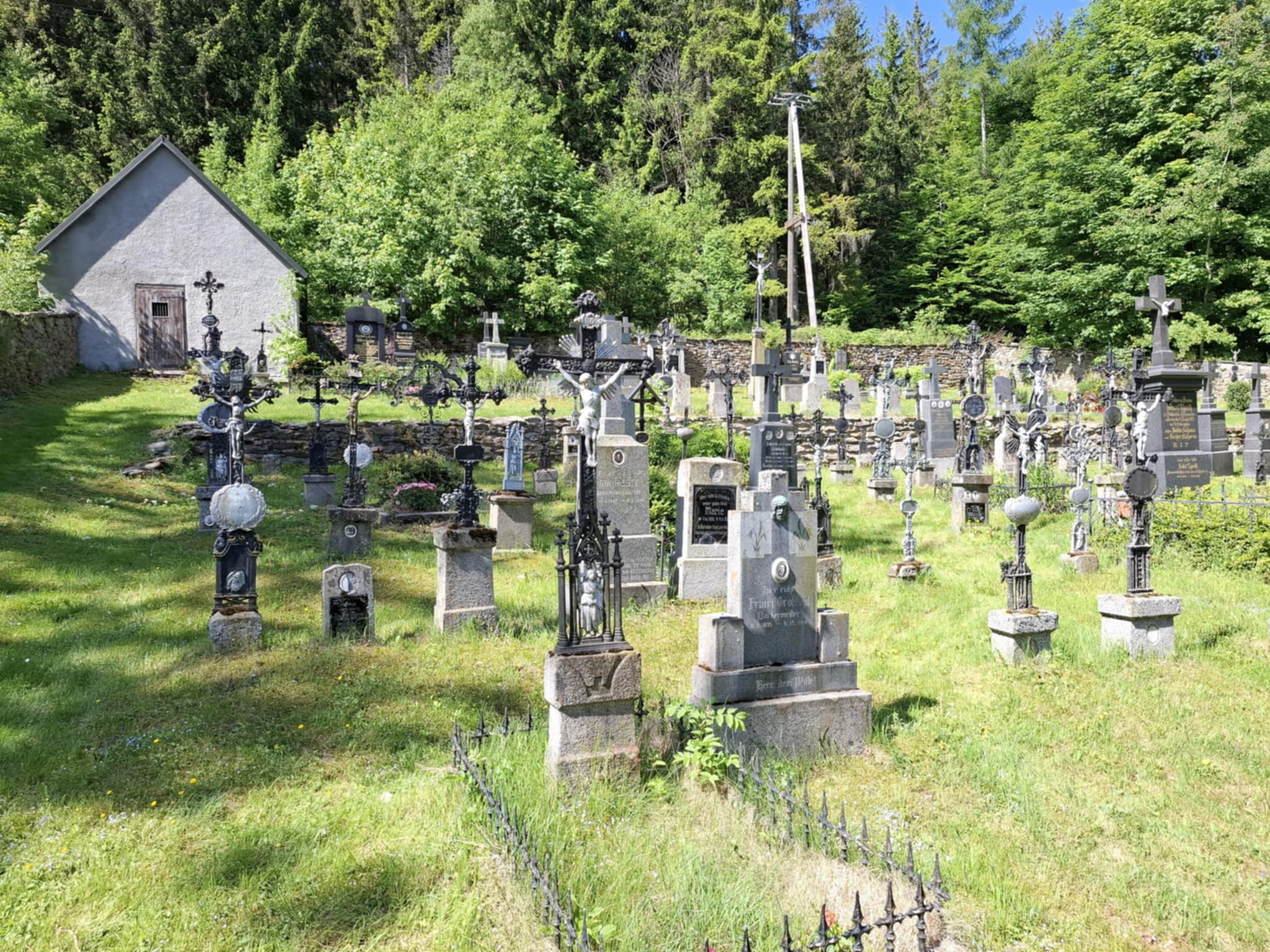
Friedhof in Hojsova Stráž (Eisenstraß). Foto: Guggeisenhofer (2025)

In der Kirche ist seit 2001 eine beeindruckende Kunstinstallation mit Gipsfiguren zu sehen. Diese wurden von Viktor König geschaffen und repräsentieren unter anderem Maria und Josef mit dem Jesuskind, einen großen Engel sowie den Tod. Dazu kommen mehrere kleine Engel, die Kinder aus Železná Ruda unter der Anleitung von Viktor König verwirklicht haben. Die Installation erinnert in einiger Hinsicht an jene in der St.-Georgs-Kirche, der berühmten "Geisterkirche" von Luková, die seit 2012 von dem damaligen Design-Studenten Jakub Hadrava geschaffen wurde und die sich seit einigen Jahren zu einem Touristenmagneten entwickelt hat.
Der Friedhof des Ortes befand sich bis ins frühe 19. Jahrhundert innerhalb der Umfassungsmauer um die damals hölzerne Kirche. Als diese durch einen Blitzschlag eingeäschert wurde, verlegte man ihn vor dem Bau der neuen Steinkirche in den Jahren 1825/6 an die jetzige Stelle jenseits der Straße. Jahre später wurde er nach oben hin erweitert. Nach der Vertreibung der deutschsprachigen Bevölkerung nach dem Zweiten Weltkrieg verwahrloste der Friedhof vollständig. Im Jahr 1992 wurde daher von Heimatvertriebenen der „Verein zur Renovierung des Friedhofs und der Kirche der Heimatgemeinde Eisenstraß“ gegründet, dessen Mitglieder dem Friedhof wieder ein würdiges Aussehen verschafften. Mittlerweile dient der Friedhof auch wieder als regulärer Gemeindefriedhof, in dem tschechische Bewohnerinnen und Bewohner begraben werden.

## Tourismus
Seit dem späten 19. Jahrhundert entwickelte sich Eisenstraß zu einem beliebten Ziel für Sommerfrischler und später für Wintersportler. Heute ist der Ort ein Zentrum für Tourismus im Böhmerwald, insbesondere für Wanderer, Radfahrer und Skifahrer. Die landschaftliche Schönheit und die Nähe zu den Naturschutzgebieten des Böhmerwalds machen Hojsova Stráž (Eisenstraß) zu einem attraktiven Erholungsort.

## Bevölkerung
Die Einwohnerzahl ist nach dem Zweiten Weltkrieg stark zurückgegangen. Während vor 1945 noch über 1400 Menschen in der Gemeinde lebten, waren es im Jahr 1992 nur noch rund 100. 2023 hatte Hojsova Stráž 122 Einwohner.

## Berühmte Persönlichkeiten
In Frischwinkel, einer Gruppe von Höfen bei Eisenstraß, lebte der legendäre volkstümliche Seher Sepp Wudy, genannt Knecht vom Frischwinkel, der zwischen 1910 und 1914 erstaunliche Prophezeiungen geäußert haben soll.
Der bekannte deutsche Maler, Zeichner und Grafiker Richard Birnstengel (1881–1968) aus Dresden hielt sich bei seinen Studienreisen in den Bayerischen Wald und in den Böhmerwald auch in Eisenstraß auf und veröffentlichte im Eigenverlag neben Postkarten mit eigenen Werken auch solche mit Landschaftsaufnahmen, u. a. mit Motiven aus der Gegend um Eisenstraß.